# Our Happy Hardcore
Cet article concerne l'album de Scooter. Pour le genre musical, voir Happy hardcore.
Albums de Scooter
...and the Beat Goes On!
(1995) Wicked!
(1996)
Our Happy Hardcore est le second album studio composé par le groupe de musique électronique allemand Scooter. L'album est commercialisé en Europe le 28 mars 1996. Trois singles du groupe sont parus extraits de l'album dont Back in the U.K. en novembre 1995, et Let Me Be Your Valentine en février 1996. Le dernier single, une reprise de la chanson Rebel Yell de Billy Idol, est paru en mai 1996.

## Pistes
1. Let Me Be Your Valentine - 5:42
2. Stuttgart - 4:52
3. Rebel Yell - 3:57
4. Last Minute - 2:57
5. Our Happy Hardcore - 5:25
6. Experience - 4:56
7. This Is a Monstertune - 4:22
8. Back in the U.K. - 3:25
9. Hysteria - 5:18
10. Crank It Up - 4:08

## Version longue
Il existe également une version longue de l'album, distribuée au label japonais JVC le 18 avril 2000. Commercialisé en Allemagne qu'en 2003, la version longue présente cinq chansons supplémentaires, dont les remixes des trois singles de l'album original.
Ces cinq chansons incluent :
- Back in the U.K. (Long Version) - 5:27
- Back in the U.K. (Tom Wilson Remix) - 5:50
- Let Me Be Your Valentine (Commander Tom Remix) - 8:05
- Eternity - 5:23
- Rebel Yell (Extended Mix) - 4:44

## Classements
| Classement (1996)                  | Meilleure position |
| ---------------------------------- | ------------------ |
| Autriche (Ö3 Austria Top 40)       | 16                 |
| Finlande (Suomen virallinen lista) | 8                  |
| Allemagne (Media Control AG)       | 17                 |
| Hongrie (Mahasz)                   | 1                  |
| Pays-Bas (Mega Album Top 100)      | 54                 |
| Suède (Sverigetopplistan)          | 31                 |
| Suisse (Schweizer Hitparade)       | 9                  |
| Royaume-Uni (UK Albums Chart)      | 24                 |